# 聖バルバラ (ヤン・ファン・エイク)
『聖バルバラ』（せいバルバラ（蘭: De Heilige Barbara van Nicomedië））は、初期フランドル派の画家ヤン・ファン・エイクが1437年に描いた小規模なドローイング。日本では『聖女バルバラ』とも呼ばれる。油彩画の習作、下絵として描かれたのか、ドローイングとして単独で成立している作品なのかは意見が分かれている。
この作品の本質について、美術史家たちの間で広く議論されてきた。チョークの下地に、筆、スタイラス、銀筆を用いて、インク、油絵具、黒色顔料で描かれている。青色やウルトラマリンもみられるが、これらの顔料は後世になってから描き足されたものである。描かれている箇所によって詳細描写に濃淡がみられる。このことも、この絵画がドローイングとして独立した作品なのか、あるいは未完成の絵画作品の下絵なのかという議論の一因となっている。もし当初からドローイングとして制作された作品なのであれば、紙や羊皮紙に描かれたものをのぞくと、現存する最初期のドローイングということになる。いずれにせよ、確実に言えることは、この作品が当時のフランドルで高い審美眼を持った美術愛好家たちの間で極めて高く評価されていたことである。

## 聖バルバラ
聖バルバラは3世紀のキリスト教殉教者だったと信じられており、とくにヨーロッパ中世後期に崇敬を集めていた聖人だった。『聖人伝』によると、富裕で非キリスト教徒のディアスコロスが、自身の意に沿わない求婚者たちから娘のバルバラを遠ざけるために、バルバラを塔に閉じ込めた。この幽閉生活の中で、バルバラは招き入れた司祭から密かに洗礼を受けてキリスト教に改宗したが、このことに激怒したディアスコロスに追い詰められ、最後にはディアスコロスの命による斬首刑で命を落とした。バルバラは、ヤン・ファン・エイクと同世代の芸術家たちのあいだで、広くモチーフとして採用された。この時期の重要な作品として、ヤン・ファン・エイクと同じく初期フランドル派の画家ロベルト・カンピンが1438年に描いた『ウェルル祭壇画』などが挙げられる。

## パネル
『聖バルバラ』は、ほぼ単色の顔料で描かれている。空の一部や窓の透かし飾りに青系の顔料がみられるが、これらは後世になってから描き足された箇所で、17世紀初期のフランドルの画家カレル・ヴァン・マンデルが担当したのではないかといわれることがある。

### 外観

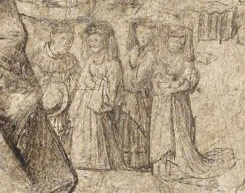
バルバラの左腕の近くに描かれている3人の女性像。

巨大なゴシック様式の大聖堂を背にして、バルバラは座して読書をしている。大聖堂は建築途中で、石運びなどの様々な作業に従事している多数の職人が描かれている。ファン・エイクが描いた他の女性の肖像画と同じく、バルバラはほっそりとしたなで肩の女性として表現されている。腰のあたりでまとめられた、ゆったりとした袖のウプランドと呼ばれる外套をまとっている。ボディスの開口部が深い胸元となっており、毛皮があしらわれた襟には縁飾りが施されている。深い胸元の内側には暗色の、おそらくはタフタ製の布が首周りを覆っている。また、純潔の証しとして、頭部には帽子や髪飾りは見られない。
バルバラの左腕付近にはありふれたウプランドを着用した、建設現場を訪れている3人の女性が描かれている。真ん中の女性はスカートを持ち上げて、内側のコタルディを露わにしている。全員が頭から垂れ下がるフリル付きの髪飾りを被っている。

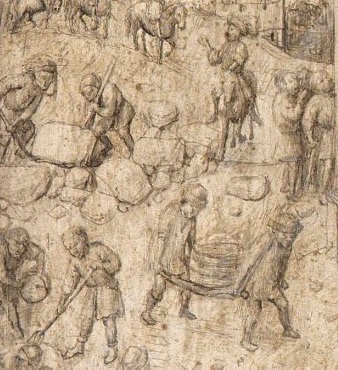
職人たち。

『聖バルバラ』の背景には、淡い青空と 茶、白、青の顔料が使用された広大な風景が描かれているが、ごく大雑把にしか描かれていない部分もある。大聖堂は極めて詳細に描かれており、緻密かつ複雑な建物描写がなされている。この作品が描かれた1437年当時に建築中だったケルン大聖堂と、『聖バルバラ』の大聖堂には多くの類似点がみられると指摘する研究者も存在する。ヤン・ファン・エイクのキャリア初期の多翼祭壇画である『ヘントの祭壇画』の「神の子羊」のパネルにも、ケルン大聖堂と似た尖塔が描かれているとする研究者も存在している。
一見して分かるように 大聖堂は建築途中であり、その建築現場には工事に携わる職人が多数描かれている。石を運搬する石工、現場監督、建築家などの姿も見える。美術史家シモーネ・フェラーリは「その詳細表現と様々な場面を細かく複雑に構成する技法は、後世のピーテル・ブリューゲル（1525年 - 1569年）の作品群の予兆といえるものだった」としている。
『聖バルバラ』の詳細表現の濃淡が、鑑賞者の視線を聖バルバラと大聖堂に集める効果を担っている。大聖堂の最上部で作業する職人は、バルバラの周囲に配された職人に比べてはるかに簡素に描かれている。また、背景の風景部分もほとんど略図程度にしか表現されていない。

### フレーム
『聖バルバラ』には、フレーム（額装）に見えるような縁どりが描かれていた。赤一色で大理石を模して描かれたそのフレームの最下部には、まるで彫刻されたかのような、句読点のある大文字のラテン語の文字が描き入れられていた。記されていたのは「ヤン・ファン・エイク作、1437年 (.IOH[ANN]ES DE EYCK ME FECIT. 1437.) というヤン・ファン・エイク自身の署名と制作年である。この署名の存在が、多くの議論を招き続けている。この作品が未完成だと仮定するならば、完成品となる油彩画の下絵ということであり、ヤン・ファン・エイクの手を離れて、自身が主宰していた工房の弟子たちにこの下絵をもとに油彩画を完成させようとした可能性が高い。しかしながら、画家自身による作品への銘や署名は、通常であれば完成した絵画に最初に付与されることを指摘する研究者も少なくない。

## 関連文献
- "Unfinished: Thoughts Left Visible" (Exhibition catalogue). New York: Metropolitan Museum of Art; Samuel I. Newhouse Foundation, 2016